# Kotojärvi (sjö i Vichtis, Nyland)
Kotojärvi eller Lahnusta är en sjö i kommunen Vichtis i landskapet Nyland i Finland. Arean är 30 hektar och strandlinjen är 2,73 kilometer lång. Sjön  ingår i Karisåns huvudavrinningsområde.   Den ligger omkring 42 km nordväst om Helsingfors. 